# Let Go (álbum de Nada Surf)
Let Go es el tercer disco de Nada Surf, publicado en 2002. Fue bien recibido por la crítica y alcanzó el puesto 31 en la lista Billboard de discos independientes. El sencillo Inside of Love se pudo escuchar en algunas emisoras y alcanzó el puesto 73 en la lista de discos de Reino Unido.
La canción Blonde on Blonde apareció en los créditos de apertura de la película alemana de 2004 Sommersturm (tormenta de verano) y otros temas de Let Go se escuchan en spots de televisión y en emisoras de radio más alternativas. Un pequeño fragmento de Neither Heaven Nor Space suena durante los primeros minutos de la película The Bridge (2006). Inside of Love se utilizó para un episodio de la serie Wonderfalls, aunque fue cancelada y el episodio no se llegó a emitir; la misma canción fue utilizada para el Episodio 1 de la primera temporada de How I met your mother en un diálogo final entre Ted y Robin.
El disco fue publicado con al menos dos listas de temas diferentes, sin mencionar al menos una variante que incluía bonus tracks. Aparte del orden de los temas, solo una canción difiere entre los dos listados que aparecen debajo.

## Lista de canciones (Edición norteamericana)
1. "Blizzard of '77"
2. "Happy Kid"
3. "Inside of Love"
4. "Fruit Fly"
5. "Blonde on Blonde"
6. "Hi-Speed Soul"
7. "Killian's Red"
8. "The Way You Wear Your Head"
9. "Neither Heaven nor Space"
10. "Là Pour Ça"
11. "Treading Water"
12. "Paper Boats"

Todas estas canciones aparecen en la edición europea.

## Lista de canciones (Edición europea)
1. "Blizzard of '77"
2. "The Way You Wear Your Head"
3. "Fruit Fly"
4. "Blonde on Blonde"
5. "Inside of Love"
6. "Hi-Speed Soul"
7. "No Quick Fix" ++
8. "Killian's Red"
9. "Là Pour Ça"
10. "Happy Kid"
11. "Treading Water"
12. "Paper Boats"
13. "Run" (bonus track de la edición limitada)
14. "Neither Heaven Nor Space" (bonus track de la edición limitada)
15. "End Credits" (bonus track de la edición limitada)

++ Solo disponibles en la edición europea.